# Gerhard Heller
Gerhard Heller (* 8. November 1909 in Potsdam; † 29. August 1982 in Baden-Baden) war ein deutscher Verleger und Übersetzer. Während des Zweiten Weltkriegs war er im besetzten Frankreich mit dem Dienstgrad eines NS-Sonderführers (entspricht dem Leutnantsrang) für die Durchsetzung der Literaturpolitik der deutschen Besatzungsbehörden zuständig.

## Leben

### Herkunft und Studium
Gerhard Heller wurde als ältester von vier Söhnen in die Familie einer Sozialhelferin aus Schlesien und eines Verwaltungsangestellten aus dem Brandenburgischen geboren und wuchs in Potsdam auf. Er gehörte der Bündischen Jugend an. 1928 lernte er den ein Jahr älteren Horst Wessel bei einem Aufenthalt in einem Thüringer Jugendsanatorium kennen, in dem er sich wegen seines Rheumatismus und seiner Herzbeschwerden für mehrere Monate aufhielt. Wessel habe ihn danach einmal zu einer Hitler-Rede im Berliner Sportpalast eingeladen. Nach dem Abitur studierte er von 1930 bis 1935 Germanistik, Romanistik und Geschichte in Berlin, Heidelberg, Pisa und Toulouse. Reisen führten ihn nach Italien, Frankreich und Skandinavien. 

### Eintritt in die NSDAP 1934 und Akteur der nationalsozialistischen Literaturpolitik
Zum 1. Februar 1934 trat er der NSDAP bei (Mitgliedsnummer 3.402.212). 1935–1940 wurde er Referatsleiter Wort beim Deutschen Kurzwellensender Berlin. Ende Oktober 1940 wurde Heller nach dem Frankreichfeldzug zur Propaganda-Staffel beim Militärbefehlshaber Frankreich (MBF) nach Paris einberufen, wo er in der Gruppe Schrifttum tätig war. Seine Vorgesetzten waren Major (später Oberstleutnant) Heinz Schmidtke und Arbeitsführer Schulz. Im Juli 1942 wurden mehrere Abteilungen der Propagandastaffel an die Deutsche Botschaft abgegeben – auch die Schrifttumabteilung. Dort arbeitete Heller als Referatsleiter Literatur. Ihm stand auch ein Büro im Deutschen Institut Paris zur Verfügung, das für kulturpolitische Fragen zuständig war und von Karl Epting geführt wurde.

#### Sonderführer in Paris und Arisierung des französischen Verlagswesens
Heller war in Paris mit dem Dienstgrad eines Sonderführers (entspricht dem Leutnantsrang) für die Durchsetzung der deutschen Literaturpolitik zuständig, dazu gehörte auch die Zensur und die Papierzuteilung für den Buchdruck. Heller war die Zentralstelle für die Buchzensur in Frankreich, die ihren Bezugspunkt in der nach Otto Abetz benannten „Otto-Liste“ hatte, die am 28. September 1940 in der ersten Version erstellt wurde. In ihr wurde auch die Literatur der deutschen Emigranten und auch der deutschen Juden aufgeführt. In einer dritten Version wurden auch die französischen Autoren jüdischer Herkunft aufgeführt. Heller und Botschafter Abetz gelang es, die kollaborierenden französischen Verleger zur Selbstzensur zu überreden.
In seinen Memoiren stellte Heller es so dar, dass er relativ liberal agiert habe. Mit seiner Erlaubnis seien Werke von Albert Camus, Jean-Paul Sartre und Louis Aragon erschienen. In der neueren Fachliteratur wird hervorgehoben, dass es darum gegangen sei, den Franzosen die Fiktion eines funktionierenden Kulturlebens vorzuführen, obwohl ihr Land von den Deutschen besetzt war. Katrin Engel hielt Heller vor, er hätte den Einsatz der Propagandastaffel in Paris als eine Urlaubsreise von gebildeten Liebhabern der französischen Kultur dargestellt. Jüdische und nicht nazistische Autoren ließ er jedenfalls nicht publizieren. Selbst nach eigener Aussage war Heller damals Antisemit.

Als die Arisierung der jüdisch-französischen Verleger zu einer Öffnung geführt hatte, schlug Heller dem deutschen Auswärtigen Amt vor, Aktien des jüdischen Verlegers „Ferenczi und Nathan“ zu erwerben. Heller nahm es sogar selbst auf sich, die Veröffentlichung jüdischer Schriftsteller zu verbieten, obwohl der Militärbefehlshaber (MBF) zu diesem Zeitpunkt noch keine solche Anordnung befohlen hatte (zuerst hatten nur ausgewählte deutsche und nicht-französische jüdische Schriftsteller Publikationsverbot). Am Anfang 1941 erklärte Heller dem französischen Verleger gegenüber, dass, obwohl es kein offizielles Publikationsverbot gäbe, es nicht „zeitgemäß“ wäre, die Werke jüdischer Schriftsteller zu veröffentlichen.

Ab Dezember 1940 erlaubte Heller auch das Wiedererscheinen der unter Pierre Drieu la Rochelle nunmehr antisemitischen Nouvelle Revue Française.

#### Reisen mit französischen Schriftstellern zumEuropäischen Dichtertreffenin Weimar
Heller organisierte die zwei Reisen französischer Schriftsteller zum Europäischen Dichtertreffen nach Weimar. Dabei kam es Goebbels darauf an, den französischen Schriftstellern die Überlegenheit Deutschlands zu demonstrieren und Interesse an der französischen Kultur vorzuspielen. Bei der ersten Reise absolvierten die französischen Schriftsteller eine Rundfahrt durch Deutschland, bei der ihnen die wichtigsten Sehenswürdigkeiten vorgeführt wurden. Sie wurden von hohen Würdenträgern zu Festessen eingeladen und durften das Amtszimmer Hitlers in der Reichskanzlei besichtigen. Goebbels gab einen Empfang zu ihren Ehren. Teilnehmer  waren Pierre Drieu la Rochelle, Robert Brasillach, Abel Bonnard, Jacques Chardonne, André Fraigneau und Marcel Jouhandeau, der sich von Heller auch sexuell angezogen fühlte, wie er seinem 1949 veröffentlichten Roman Le voyage secret anvertraute.
Aus der Besatzungszeit resultierte Hellers lang andauernde Bekanntschaft mit den ebenfalls beim MBF beschäftigten Carlo Schmid und Ernst Jünger. Laut Jüngers Tagebucheinträgen, die nach dem Krieg unter dem Titel Strahlungen veröffentlicht wurden, bestand ein reger Kontakt mit Heller. Er traf Heller zum ersten Mal am 1. Februar 1942 und zum letzten Mal am Tag des Abzugs aus Paris am 13. August 1944, dazwischen mindestens sechsmal im Jahr 1942 und in den folgenden Jahren bis zum Abzug aus Paris mindestens 13 weitere Male. Heller stellt es in seinen Memoiren so dar, dass er und Jünger die Judenverfolgungen missbilligten:
Über dieses Thema haben wir häufig diskutiert, denn Jünger verfügte über präzise Informationen, die ihm sowohl von dem im Tagebuch häufig erwähnten „Präsidenten“, als auch von hochrangigen Militärs wie Oberst Schaer oder Oberst Speidel zugingen. Die Beschreibungen von Judenerschießungen oder von den „großen Schinderhütten, die in den östlichen Randstaaten errichtet worden sind“, ließen uns beide vor Entsetzen erzittern.

### Nach 1945 Mitarbeiter der französischen Besatzungsmacht
Nach der Kapitulation stellte Heller sich der französischen Besatzungsmacht zur Verfügung. Er war als Vermittler tätig, wenn Unternehmen Angelegenheiten mit französischen Behörden zu regeln hatten. Hier wurde er mit dem Besatzungsoffizier Pierre Grappin bekannt, der ihn zu einer Mitarbeit bei der Zeitschrift „Lancelot. Der Bote aus Frankreich“ einlud. Unter der Herausgeberschaft von Jacqueline Grappin, der Ehefrau des Offiziers, gehörte er von 1946 bis Mitte 1947 mit Hans Paeschke in Baden-Baden der Redaktion der Zeitschrift an. 1947 gründete er mit Christian Wegner den Heller & Wegner-Verlag Baden-Baden und die Zeitschrift Merkur. Zeitschrift für Europäisches Denken, die er mit Paeschke führte. Ab 1950 war Heller mit Ingeborg Stahlberg und Ernst Krawehl gleichberechtigter Gesellschafter des 1946 von Ingeborg Stahlberg gegründeten Stahlberg Verlags in Karlsruhe. Der Stahlberg Verlag publizierte wichtige Autoren der Moderne wie Arno Schmidt, Curzio Malaparte, Raymond Queneau und – im zum Verlag gehörenden Amadis-Verlag – Marguerite Yourcenar. Als der Stahlberg Verlag 1970 verkauft wurde, machte sich Heller als freier Übersetzer und Verlagsberater selbständig.

### Tätigkeit als Übersetzer
Heller übersetzte meist aus dem Französischen, gelegentlich auch aus dem Italienischen und Englischen. In den 1970er Jahren übersetzte er Bücher von Kollaborateuren wie Louis-Ferdinand Céline und Pierre Drieu la Rochelle, die er persönlich gekannt hatte. Seine meistgelesene Übersetzung ist wahrscheinlich Patrick Modianos Roman Die Gasse der dunklen Läden (Rue des Boutiques Obscures) aus dem Jahr 1979.
Am 20. Juli 2010 gab es eine Veranstaltung der Deutsch-Französischen Gesellschaft Baden-Baden mit einem Vortrag über Heller. Jean d’Ormesson, der eingeladen war, aber nicht anwesend sein konnte, schrieb für diese Veranstaltung eine Apologie Hellers: „Es könnte keine bessere Wahl sein als eine, die auf Gerhard Heller fiel und ich bin damit sehr zufrieden. Ich kannte und liebte Gerhard Heller … Er ist gut bekannt und geschätzt in Frankreich und erscheint in vielen Erinnerungen und Gedenkschriften. In den dunklen Jahren der Besatzung hat er zahlreiche Dienstleistungen für viele Schriftsteller erbracht… Ich bleibe seinem Gedächtnis treu.“

## Auszeichnung
- 1980 Deutsch-Französischer Übersetzerpreis, von der Baden-Badener Bäder- und Kurverwaltung mit € 2.000 Preisgeld gestiftet.

## Autobiografie
- Un allemand à Paris. Paris : Éditions du Seuil, 1981
  - Mit Jean Grand: In einem besetzten Land. Leutnant Heller und die Zensur in Frankreich 1940–1944. Aus dem Französischen übersetzt von Annette Lallemand-Rietkötter. Einleitung Hanns Grössel. Köln : Kiepenheuer & Witsch, 1982
  - Taschenbuchausgabe: Lübbe, Bergisch Gladbach 1985, ISBN 3-404-65066-2 (nicht seitengleich)

## Übersetzungen
- Pietro Aretino: Hetärengespräche (Ragionamenti), Deutscher Bücherbund, Stuttgart 1969
- Yves Berger: Großer Traum von Amerika (Le Fou d'Amérique), S. Fischer Verlag, Frankfurt/M. 1976
- Louis-Ferdinand Céline: Die Kirche. Komödie in fünf Akten (L'Église), Merlin Verlag, Hamburg 1970
- Gilbert Cesbron: Ein Affenbrotbaum mitten in der Stadt : Erzählungen (Un baobab dans le XVe) Drei-Brücken Verlag, Heidelberg 1969
- Gilbert Cesbron: Winterpaläste des Glücks (C'est Mozart qu'on assassine), Dreibrücken Verlag, Heidelberg 1968
- Rosy Chabbert: Der Tod des Tigers (Leonella. La mort du Tigre), Desch Verlag, München 1975
- Rosy Chabbert: Leonella, der Himmel ist unten (Leonella. Le ciel a l'envers), Deich Verlag, München 1975
- Rosy Chabbert: Liebe in Venedig (Leonella. Les amours vénitiennes), Desch Verlag, München 1975
- Jean Clémentin: Die Puppen von Kirchenbronn (Les Poupées de Kirchenbronn), Ullstein Verlag, Frankfurt/M., 1971
- Wilkie Collins: Der Monddiamant (The Moonstone), Aus dem Englischen, zus. mit Marie-Luise Hellmann, Deutscher Bücherbund, Stuttgart 1974
- Henri Coulonges: Dresden starb mit dir, Johanna (L'Adieu à la femme sauvage), Ullstein Verlag, Frankfurt/M. 1984
- Michel Déon: Die wilden Ponys (Les poneys sauvages), Bertelsmann Verlag, München 1973
- Pierre Drieu la Rochelle: Der falsche Belgier. Novelle. Jungeuropa Verlag, Dresden 2020, ISBN 978-3-948145-09-5.
- Pierre Drieu la Rochelle: Der Frauenmann (L'Homme couvert de femmes), Ullstein Verlag, Frankfurt/M. 1972
- Pierre Drieu la Rochelle: Das Irrlicht (Le feu follet), Propyläen Verlag, Berlin 1968
- Pierre Drieu la Rochelle: Die Memoiren des Dirk Raspe (Mémoires de Dirk Raspe), Ullstein Verlag, Frankfurt/M. 1972
- Pierre Drieu la Rochelle: Die Unzulänglichen (Gilles), Propyläen Verlag, Berlin 1966
- Pierre Drieu la Rochelle: Verträumte Bourgeoisie (Rêveuse bourgeoisie), Ullstein Verlag, Frankfurt/M. 1969
- Alexandre Dumas: Die drei Musketiere (Les Trois Mousquetaires), Deutscher Bücherbund, Stuttgart 1963
- Max Gallo Engelsbucht, (La Baie des Anges) S. Fischer Verlag, Frankfurt/M. 1979
- Romain Gary: Ach, Liebster, das macht doch nichts (Au-delà de cette limite, votre ticket n'est plus valable), Ullstein Verlag, Frankfurt/M. 1980
- Julien Green: Der Andere (L'Autre), Bertelsmann Verlag 1971
- Julien Green: Louise (Le Mauvais lieu), S. Fischer Verlag, Frankfurt 1980, später als Der verruchte Ort, Carl Hanser Verlag 1997
- Paul Guth: Mazarin. Frankreichs Aufstieg zur Weltmacht (Mazarin), Societäts-Verlag, 1975
- Louis Madelin, Fouché. Der Mann, den selbst Napoleon fürchtete (Fouché), Societäts-Verlag, Frankfurt/M. 1975
- Patrick Modiano: Die Gasse der dunklen Läden (Rue des Boutiques Obscures) Propyläen / Ullstein, Frankfurt 1979
- Henry de Montherlant: Die kleine Infantin (Les jeunes filles), Suhrkamp Verlag, Frankfurt/M. 1979
- Jean Orieux: Talleyrand. Die Unverstandene Sphinx (Talleyrand ou le Sphinx Incompris), Büchergilde Gutenberg, Frankfurt/M. 1973
- Jean d’Ormesson: Der Glanz des Reiches (La Gloire de l'Empire), Propyläen Verlag, Berlin 1971
- Jean d’Ormesson: Wie es Gott gefällt (Au plaisir de Dieu), Ullstein Verlag, Frankfurt/M. 1976
- Roger Peyrefitte: Manouche. Eine Frau in unserer Zeit (Manouche), Deich Verlag 1976
- Francois Ponthier: Gier (aus dem Französischen), Stahlberg Verlag, Karlsruhe, 1967
- Judith Regende: Verratene Liebe (La corrida des solitudes: la fugitive des deux mondes) Heyne Wilhelm Verlag, München 1979
- Pierre Schneider: Das Lächeln der Mona Lisa. Spaziergänge im Louvre. (Les dialogues du Louvre), Hoffmann & Campe Verlag, Hamburg 1973
- Jacques Serguine: Ein liebenswerter Mann. (aus dem Französischen), Stahlberg Verlag, Stuttgart 1970
- Henri Troyat: Die Erben der Zukunft. (Les Héritiers de l’Avenir), Deutscher Bücherbund Stuttgart 1972
- J. Rodolfo Wilcock: Das Buch der Monster. (Il libro dei mostri), Suhrkamp Verlag, Frankfurt/M. 1981